# 袁渭康
袁渭康（1935年7月—），原籍浙江宁波，生于上海，中国化学工程专家，中国工程院院士，华东理工大学教授。

## 生平
1962年毕业于上海华东化工学院。1982年毕业于麻省理工学院（MIT）。现任华东理工大学化工学院名誉院长，联合化学反应工程研究所所长，化学工程联合国家重点实验室学术委员会主任，中国化工学会化学工程专业委员会主任委员。

## 学术职务
1983年－1985年，任华东理工大学化学工程系主任。1990年－1997年，反应工程国家重点实验室主任。1996年，任第一届亚太地区化学反应工程讨论会主席（APCRE'96）。1999年，任第二届亚太地区化学反应工程讨论会主席（APCRE'99）。1999年9月，任第15届国际化学反应工程讨论会（ISCRE-15，1999.9）“反应动态学”组主席。2002年9月，任第17届国际化学反应工程讨论会（ISCRE-17，2002.9）组委会主席。

## 学术成就
“发展了移动床煤气化器模型的近似解析解和通用的相平面分析法，以及反应器多态的全局分析法；在生物反应器的状态估计和控制、固定床电极反应器、超临界流体反应和CVD反应器的模型化方面获得了创新成果；进行反应器动态行为研究，发展了一种全新的动力学模型筛选及状态估计方法，以及过程在线辨识方法；主持了多个工业反应器的开发项目；创导了“工业反应过程的开发方法论”，应用反应工程理论，成功实现了反应器开发工作的高质量、短周期。”中国工程院/袁渭康简介

## 荣誉
- 1995年，当选为中国工程院院士。
- 1999年，获何梁何利科技进步奖。